# John Knight (marino)
John Knight (fallecido en 1606) fue un marino y explorador inglés recordado por haber participado en dos expediciones al Ártico: fue miembro de una expedición danesa de búsqueda de las colonias nórdicas perdidas en Groenlandia y dirigió una expedición inglesa para descubrir el Paso del Noroeste, durante la cual desapareció en la península del Labrador, supuestamente asesinado por los nativos.

## Groenlandia
En 1605, Knight participó en una expedición danesa a Groenlandia, dirigida por John Cunningham con James Hall como piloto. Knight capitaneaba la pinaza Katten. Zarparon de Copenhague el 2 de mayo. El 30 de mayo, en la latitud 59°50′ N, avistaron tierras altas, a las que llamaron cabo Christian, pero el hielo les impidió llegar a ellas. El 12 de junio avistaron tierras altas en la costa oeste de Groenlandia y nombraron el cabo Anna, en honor a Ana de Dinamarca, esposa del rey Jacobo I de Inglaterra y VI de Escocia, cabo Sophia en honor de su madre Sofía de Mecklemburgo-Güstrow, el fiordo King Christian y el fiordo Cunningham, en la latitud 67°10′N. Algunas islas pequeñas frente al cabo Sofía se llamaron islas Knight. Aparentemente, ese fue el alcance de su viaje, del cual se han conservado pocos detalles. Regresaron a Copenhague en agosto.

## Península del Labrador
En Inglaterra, al año siguiente, fue empleado en una empresa conjunta de la Compañía de Moscovia y Compañía de las Indias Orientales para descubrir el Paso del Noroeste. En el Hopewell, de cuarenta toneladas, zarpó de Gravesend, Kent, el 18 de abril de 1606, y, dejando las islas Orkney el 12 de mayo, cayó en un gran campo de hielo y, tras un largo trayecto, llegó a la costa de la península del Labrador, aproximadamente a una latitud de 57° N, el 19 de junio. Knight tenía la intención de explorar la costa durante el verano e invernar en tierra.
El hielo seguía siendo muy problemático y, después de atravesarlo durante un par de días, el Hopewell ancló. En un violento vendaval el 23 y 24 de junio, probablemente cerca de Nain, los cables se partieron y el barco se dirigió a tierra. Volvió a salir a flote, pero perdió el timón y tenía importantes vías de agua. Gorrell, el oficial, fue enviado a la costa para buscar un lugar donde pudiera ser varado para hacer las reparaciones; no tuvo éxito, así que al día siguiente, el 26 de junio, Knight fue él mismo con Gorrell y cuatro hombres más.
Dejando a dos hombres en el bote, Knight y sus tres compañeros se dirigieron tierra adentro por una colina y nunca más fueron vistos. Se concluyó que fueron asesinados por pobladores locales. Los supervivientes a bordo repararon el barco lo mejor que pudieron, con cierta oposición de la población local, y así llegaron a la isla de Terranova, desde donde zarparon el 22 de agosto y llegaron a Dartmouth, Devon el 24 de septiembre.